# Bonsoir mesdames, bonsoir messieurs
Pour plus de détails, voir Fiche technique et Distribution.
Bonsoir mesdames, bonsoir messieurs est un film humoristique français, réalisé et produit par Roland Tual en 1943, sorti en France le 16 février 1944.

## Fiche technique
- Réalisation : Roland Tual
- Scénario, adaptation et dialogues : Robert Desnos et Claude Marcy[1],[2]
- Décors : René Renoux
- Photographie : Claude Renoir
- Montage : Yvonne Martin
- Musique : René Sylviano
- Production : Roland Tual - Société Synops[3]
- Format : Noir et blanc
- Genre : Comédie
- Durée : 97 minutes[3]
- Date de sortie :
  - France - 16 février 1944

## Distribution
- François Périer : Dominique Verdelet, un sémillant speaker de Radio Globe
- Gaby Sylvia : Micheline Tessier, une charmante danseuse dont il s'éprend
- Jacques Jansen : Gérard Mercadier, un sculpteur à la voix d'or
- Julien Carette : Sullivan, l'ami photographe de Dominique
- Jean Parédès : Zéphyr dit le Ténor sans Voix
- Louis Salou Stephen Morizot, le directeur de Radio Globe
- Robert Vattier : Coulant
- Paul Demange : Le colonel Chandelier
- Émile Prud'homme : L'accordéoniste-chanteur Coulon
- Jacky Flynt : Charlotte
- Luce Fabiole
- Jean Dunot